# Stelis discolor
Stelis discolor är en orkidéart som beskrevs av Heinrich Gustav Reichenbach. Stelis discolor ingår i släktet Stelis och familjen orkidéer. Inga underarter finns listade i Catalogue of Life.